# Diocèse d'Acerra
Le diocèse d'Acerra (en latin : Diœcesis Acerrarum ; en italien : Diocesi di Acerra) est un diocèse de l'Église catholique en Italie, suffragant de l'archidiocèse de Naples et appartenant à la région ecclésiastique de Campanie.

## Territoire
Il est à cheval sur deux provinces : une partie de la province de Caserte, l'autre partie de cette province étant partagée par l'archidiocèse de Capoue et les diocèses d'Isernia-Venafro, de Teano-Calvi, de Cerreto Sannita-Telese-Sant'Agata de' Goti, de Caserte, d'Alife-Caiazzo, de Sessa Aurunca, et de Sora-Cassino-Aquino-Pontecorvo. Il se situe aussi dans une partie de la ville métropolitaine de Naples dont l'autre partie est dans les archidiocèses de Naples et de Sorrente-Castellammare di Stabia et les diocèses de Nole, de Pouzzoles et d'Ischia. Il possède un territoire d'une superficie de 157 km2 divisé en 28 paroisses. L'évêché est dans la ville d'Acerra où se trouve la cathédrale de l'Assomption.

## Histoire
Le diocèse est érigé au XIe siècle mais la date exacte n'est pas connue ; certains auteurs pensent que le diocèse d'Acerra est la continuité du site antique de Suessula, dont les ruines se trouvent presque entièrement aux limites d'Acerra. Suessula figure parmi les communes sous juridiction de l'évêque de Nole dans un rescrit du pape Pélage Ier de 558. En 983, le pape Jean XIV donne à Alone, archidiocèse de Bénévent, la faculté de consacrer ses évêques suffragants dont celui de Suessola, cette disposition est répétée par plusieurs papes successifs jusqu'au pape Léon IX en 1053. La documentation contemporaine ne donne aucun nom d'évêque de Suessola, ce qui, pour les historiens Kehr (de) et Klewitz (de) remet en question son existence historique. Dans la bulle de 1057 du pape Étienne IX à l'archevêque Vodalrico de Bénévent, le diocèse de Suessola n’est plus présent.
Le premier évêque connu est Giraldo, attesté par deux bulles de 1098 et 1114, suivi d'un évêque anonyme déposé au concile de Pise en 1135. En 1179, Bartolomeo prend part au troisième concile du Latran convoqué par le pape Alexandre III. Ce sont les seuls évêques d'Acerra pour les XIe siècle et XIIe siècle. Le diocèse est suffragant de l'archidiocèse de Naples bien que des documents pontificaux confondent Acerra avec le diocèse d'Acerno, suffragant de l'archidiocèse de Salerne.
À la suite des décrets de réforme du concile de Trente, une nouvelle phase commence pour la vie du diocèse. Les évêques, astreints à obligation de résidence, commencent à restaurer le palais épiscopal. En 1653, l'évêque Mansueto Merati (1589-1661) fonde le séminaire dans l'ancien couvent des pères augustins. L'évêque Domenico Antonio Biretti (1725-1760) agrandit l'édifice qui permet la présence de séminaristes d'autres diocèses et donne à l'établissement un nouveau règlement et un nouveau programme d'études. En 1577, l'évêque Scipione Salernitano organise le diocèse en paroisses territorialement bien définies. Au début du XVIIIe siècle, le chanoine Giuseppe Romano fonde un mont frumentaire (it) construit pour atténuer les difficultés des classes sociales les plus défavorisées. Vers la fin du siècle, la reconstruction de la cathédrale est décidée après l'effondrement d'une partie du toit en 1787. Le nouveau bâtiment est consacré en 1796 mais nécessite une attention et une reconstruction constante.
Le 27 juin 1818, par la bulle De utiliori le pape Pie VII, Acerra est uni aeque principaliter au diocèse de Sant'Agata de 'Goti qui prend fin le 30 novembre 1854 par la bulle Nihil du pape Pie IX ; à cette occasion, le territoire diocésain est élargi aux municipalités d'Arienzo, de Cervino, de San Felice a Cancello et de Santa Maria a Vico cédées par le diocèse de Sant'Agata de 'Goti.
Le premier évêque du diocèse restauré est Giuseppe Gennaro Romano (1855-1864) qui, comme d’autres évêques de Campanie, a de grandes difficultés avec les nouveaux dirigeants italiens à la suite des exploits de Garibaldi ; l'évêque est accusé d'être vénal et de chasser des brigands. À sa mort, le diocèse reste vacant pendant huit ans, jusqu'à la nomination de Giacinto Magliulo en 1872, qui entreprend de réorganiser la vie ecclésiale dont l'organisation d'un synode diocésain, cent ans après celui célébré par Gennaro Giordano (1776-1789), et finit de rénover la cathédrale. Son successeur Francesco De Pietro (1899-1932) est particulièrement actif en œuvre sociale qui fait d'Acerra l'un des diocèses les plus avancés dans ce domaine ; il fonde en 1906 la société agricole du Cœur de Jésus avec des buts purement religieux mais aussi sociaux. En 1933, Nicola Capasso dirige le diocèse jusqu'en 1966. Il est actif dans la résistance italienne et refuse, après guerre, la proposition de médaille d’or du ministre Scelba.
Le 30 septembre 1964, par la lettre apostolique Acerrarum dioecesis, le pape Paul VI proclame saint Alphonse de Liguori, principal patron du diocèse. Le 3 décembre 2004, le musée diocésain est inauguré dans les salles de l'ancienne église du Corpus Domini. Depuis 2010, la structure du séminaire est mise en place pour accueillir la bibliothèque diocésaine, les archives historiques et d'autres offices diocésains. Le 16 décembre 2018, le musée diocésain est inauguré dans les salles de l'évêché d'Arienzo où le saint a résidé en tant qu'évêque de Sant'Agata de 'Goti.

## Sources
- « Diocese of Acerra »